# Oberea reimschi
Oberea reimschi là một loài bọ cánh cứng trong họ Cerambycidae.